# 平野區
平野區（日语：／ Hirano ku */?）是大阪市的24個區之一，位於大阪市的東南部，是大阪市人口最多的區，曾超過20萬人。

## 歷史
轄內北部的平野地區過去屬於攝津國住吉郡，9世紀時坂上廣野曾在此建有莊園，此後也建立了杭全神社。而南部區域屬於河內國丹北郡及澀川郡。
1889年實施町村制後，現在平野區的範圍分屬平野鄉町、喜連村、加美村、瓜破村、長吉村五個行政區劃；1925年平野鄉町和喜連村先被併入大阪市，並連同其他原屬於住吉郡的區域一同被劃入住吉區，1943年又被劃入新設立的東住吉區。
1955年加美村、瓜破村、長吉村被併入大阪市後，也被劃入東住吉區；直到1974年位於當時東住吉區東部的原屬這五個行政區劃的區域被分出新設立為平野區。

## 交通

### 鐵路
西日本旅客鐵道
- 關西本線（ 大和路線）：加美站 - 平野站
- 大阪東線：新加美站
  - 衣摺加美北站（東大阪市衣摺）的站舍有一部分跨過加美北。

大阪市高速電氣軌道（大阪地下鐵）
- 谷町線：平野站 - 喜連瓜破站 - 出戶站 - 長原站

## 本地出身之名人
- 笑福亭鶴瓶：落語家
- 服部良一：作曲家、編曲家及作詞家
- 松岡由貴：配音員、旁白、藝人、電台主持人
- 春菜愛：搞笑藝人、歌手
- 久本雅美：搞笑藝人、聲優、演員
- 矢野輝弘：棒球選手
- 李明博：前大韓民國總統
- 藤井夏戀：歌手、時裝模特兒
- 西野七瀨：偶像藝人

## 外部連結
- （日語） 大阪市平野區公所地區情報的Facebook專頁
- （日語） 大阪市平野區公所育兒情報的Facebook專頁
- （日語） 大阪市平野區公所的X（前Twitter）